# ArchiCAD
Archicad是一个理想的3D建筑设计软件，它同时具备了成熟的2D绘图与布图功能，由匈牙利公司Graphisoft开发。自Archicad问世就以3D建模和设计为特色，并提出虚拟建筑的概念。现在Archicad也同样宣传自己是BIM软件，业内也认为Archicad是世界上最早的BIM软件，其扩展模块中也有MEP（水暖电）ECO（能耗分析）及Artlantis渲染插件等。Archicad支持IFC标准和GDL技术。Graphisoft公司推出Archicad系列支持10余种语言。

## 台灣本土化過程
- 在台灣已由戴呈宜建築師公開發表『建築專家系統 for Archicad 26』...等本土化建築工具及樣本，讓建築師將精力放在設計創作上。

## 简体中文本地化
一直以来在网络上都有人通过特殊途径散播简体中文版本直到官方简体中文版本发布。
重要版本：金钥匙版本（已超过授权期限），内含交互式设计教学案例。
教材：重庆大学出版社出版，《轻松学用ArchiCAD9》

## 台灣相關網站
- 相關網站: 建築專家系統 for Archicad （页面存档备份，存于）

## 中国大陆地区Archicad相关网站
- 中国BIM门户：ARCHICAD专栏
- 新探索发现论坛：BIMStudio（页面存档备份，存于）

1. ↑  https://graphisoft.com/resources-and-support/downloads?localization=INT&type=FULL&version=26.